# 10311 Фантін-Латур
10311 Фантін-Латур  (10311 Fantin-Latour) — астероїд головного поясу, відкритий 16 серпня 1990 року.
Тіссеранів параметр щодо Юпітера — 3,301.